# Koks

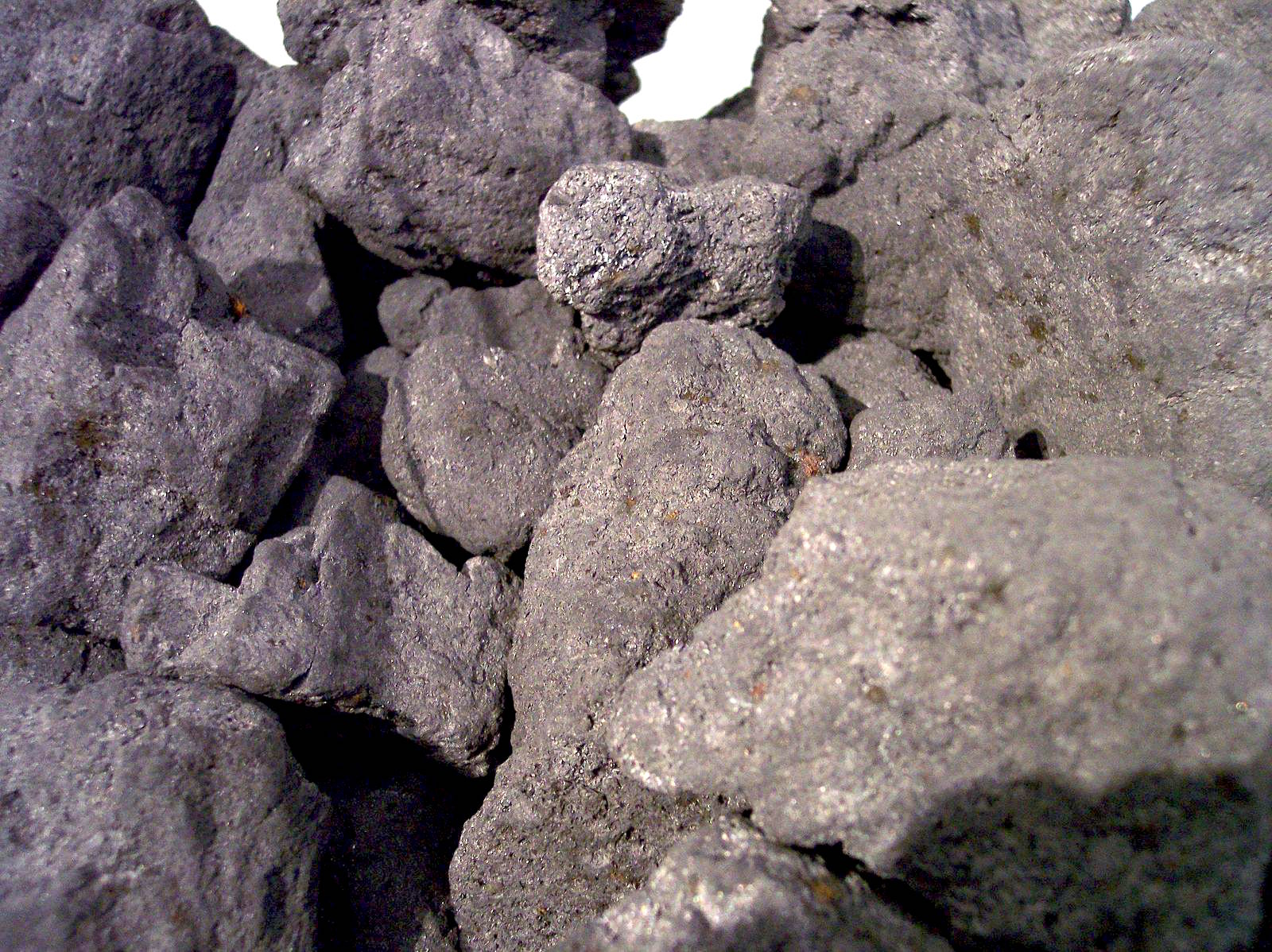
Koksbrocken

Koks (von englisch coke, seltener coaks) ist ein poröser, stark kohlenstoffhaltiger Brennstoff mit hoher spezifischer Oberfläche, der aus Kohle durch Wärmeeinwirkung unter Sauerstoffabschluss (Pyrolyse) erzeugt wird, wobei die flüchtigen Bestandteile der Kohle abgetrennt werden. Beim Verbrennen von Koks fällt im Vergleich zu Kohle weniger Rauch, Ruß und Schwefel an. Koks wird in Hochöfen als Reduktionsmittel bei der Stahlherstellung und auch zum Heizen verwendet.

## Verkokung

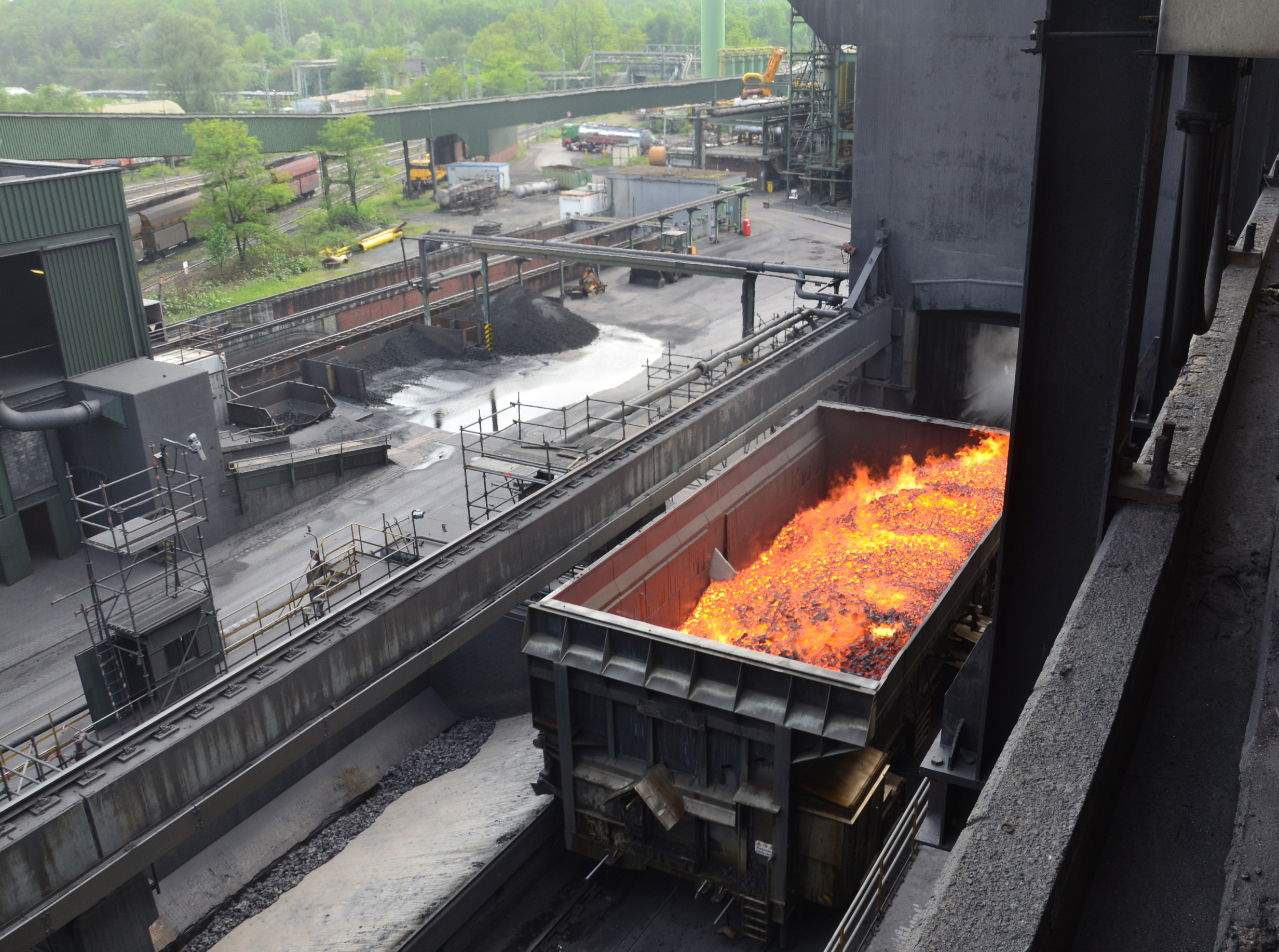
Kokerei Prosper in Bottrop: glühender Koks im Löschwagen

Der Vorgang der Verkokung von Kohle zu Koks findet in speziellen Industrieanlagen statt, die als Kokereien bezeichnet werden. Als Ausgangsstoff wird bevorzugt aschearme Fettkohle (Steinkohle) verwendet, diese wird unter Luftausschluss in einem Ofen auf mehr als 1000 °C erhitzt, wobei die flüchtigen Bestandteile aufgefangen und gesondert genutzt werden. Der verbleibende feste Kohlenstoff verbackt mit der verbleibenden Asche zu Koks.
Als Produkte des Pyrolyse- und Destillationsvorganges entstehen Pyrolysegase (Kokerei-Rohgas), Pyrolysekoks und kondensierbare Bestandteile (Wasser, Teer, Schwefel). Aus dem Kokerei-Rohgas werden als Nebenprodukte weitere wertvolle Stoffe gewonnen, vor allem Steinkohlenteer, Rohbenzol, Schwefelsäure und Kokerei-Reingas, das früher als Stadtgas verwendet wurde und heute in vielen Stahlwerken ein Energieträger ist.
Koks liegt nach dem Löschen (Abkühlung mit Wasser) in einer Körnung von etwas über 0 bis etwa 200 mm vor. Je nach Anwendungsgebiet wird Koks – gegebenenfalls nach Brechen – durch Sieben in Kokssorten klassiert. Man unterscheidet zwischen Hochofenkoks, Brechkoks und Koksgrus. Der Hochofenkoks (HK) wird in die Sorten HK 1 (> 80 mm), HK 2 (> 60 mm), HK 3 (> 40 mm) sowie HK 4 (> 20 bzw. 25 mm) unterteilt. Heute ist HK 4 am gängigsten, wobei die untere Korngrenze bei 20 und die obere bei 100 mm festgelegt ist. Der Brechkoks (RK) wird in den Sorten RK 1 (100–60 mm), RK 2 (60–40 mm), RK 3 (40–20 mm), RK 4 (20–10 mm) sowie RK 5 (10–6 mm) hergestellt. Koksgrus hat üblicherweise eine Körnung von 10–0 mm.

## Geschichte
Die Verkokung wurde 1713 in England entwickelt, ab 1740 wurden hier die Hochöfen mit Koks beschickt, eine Erfindung Abraham Darbys. 1796 wurde zum ersten Mal in Deutschland, im oberschlesischen Gleiwitz, Koks zur Hochofenbefeuerung eingesetzt. Im Ruhrgebiet wurde der erste Kokshochofen 1849 angefahren, gleichwohl wurde hier (auf der Zeche Sälzer und Neuack) bereits ab 1816 Kohle zu Koks verarbeitet. Vorher wurde Holzkohle in den Hochöfen eingesetzt.

## Koksarten
Wird Rohbraunkohle verkokt, so entsteht Grudekoks, in der Regel als Abfallprodukt der hier Verschwelung genannten Verkokung. Hauptziel der Verschwelung ist es, die in besonders bitumenreicher Braunkohle enthaltenen flüchtigen Bestandteile zu gewinnen (Montanwachsproduktion). In den 1960er-Jahren wurde in der DDR wegen des Mangels an Kokskohle das BHT-Verfahren entwickelt. Hierbei werden Braunkohle-Briketts verkokt, um aus der eigentlich ungeeigneten Braunkohle einen hochofentauglichen Koks zu erzeugen.

## Verwendung

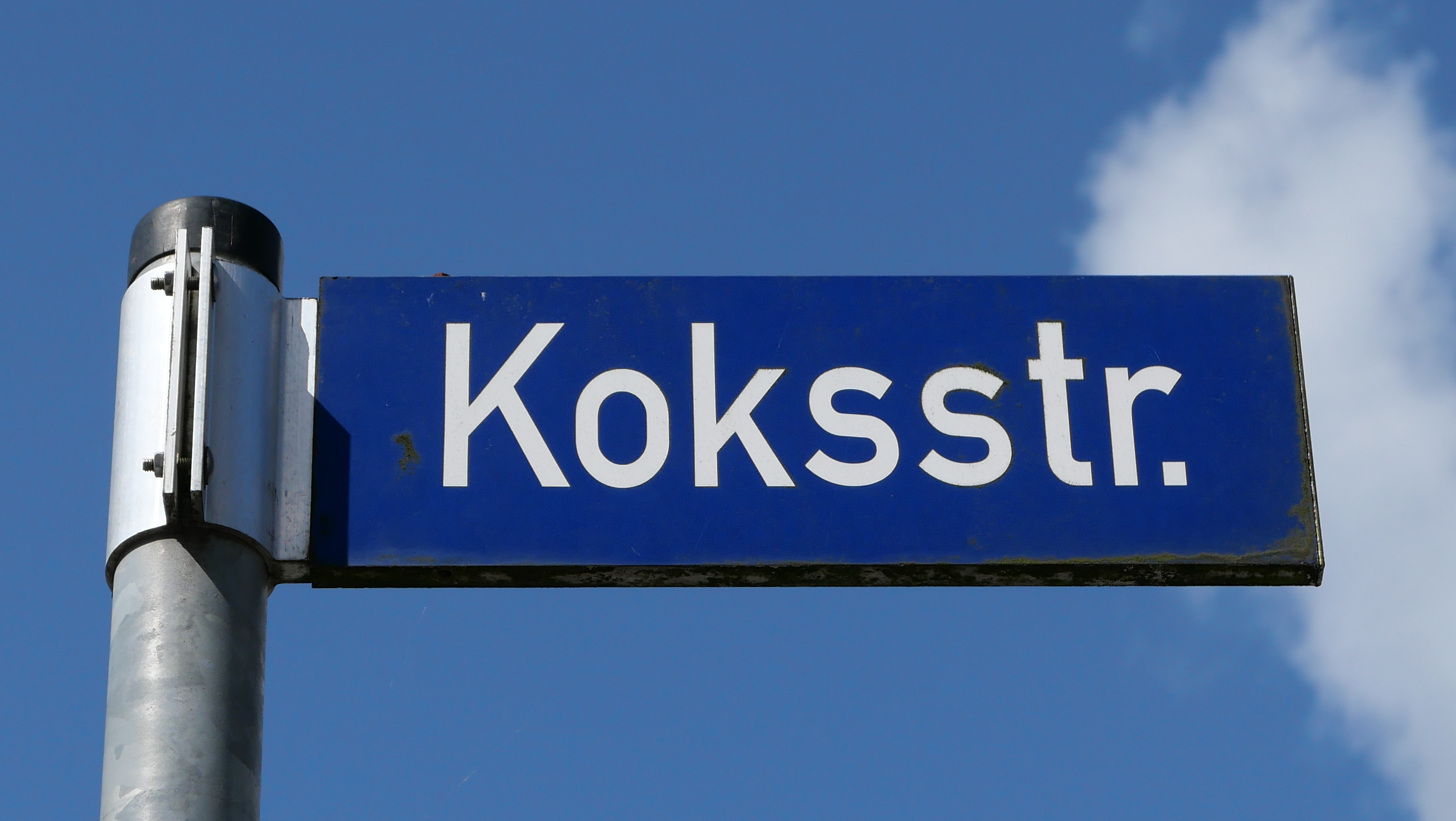
Die Koksstraße in Bochum, einem früheren Zentrum der Kohleförderung und Stahlproduktion.

### Metallurgie
Koks aus Kohle wird insbesondere als Brennstoff und als Reduktionsmittel bei der Eisenproduktion in Hochöfen eingesetzt. Steinkohle selbst ist dazu nicht geeignet, da bei ihrer Verbrennung zu viel Schwefel, Ruß und Rauch frei werden. Dies verunreinigt einerseits das gewonnene Eisen und führt außerdem zu einer relativ porösen Kohleschicht im Hochofen, die unter der Last darüberliegender Schichten schnell bricht und daher zu ungünstigen Vermischungen führt.
Im Hüttenwesen unterscheidet man Hüttenkoks, Gießereikoks (der etwas länger bei niedrigerer Temperatur verkokt wird) und Sonderkokse, sowie Bergwerkskoks (aus Steinkohle) und Braunkohlenkoks.

### Heizung
Zur Feuerung im Haushalt ist Brechkoks 2 oder Brechkoks 3 üblich. Zu kleines Korn fällt durch den Rost, zu großes Korn kann das Nachrutschen behindern.
Koks hat einen Heizwert von 23–31 MJ/kg.